# ماركيز غريسوم
ماركيز غريسوم (بالإنجليزية: Marquis Grissom)‏ هو لاعب كرة قاعدة أمريكي، ولد في 17 أبريل 1967 في أتلانتا في الولايات المتحدة.

## وصلات خارجية
- ماركيز غريسوم على موقعبيزبول رفرنس.كوم (الدوري الرئيسي) (الإنجليزية)
- ماركيز غريسوم على موقعبيزبول رفرنس.كوم (الدوري الثانوي) (الإنجليزية)
- ماركيز غريسوم على موقع مشجعي الرسوم البيانية (الإنجليزية)